# Philodina brevipes
Philodina brevipes är en hjuldjursart som beskrevs av Murray 1902. Philodina brevipes ingår i släktet Philodina och familjen Philodinidae. Inga underarter finns listade i Catalogue of Life.